# Karkov
Karkov er et sønderjydsk efternavn. Der findes to store byer, Krakow i Polen og Kharkiv i Ukraine, hvis navne begge minder om navnet Karkov i udtale, men til trods for at navnet klinger østeuropæisk, er det faktisk dansk. Det er tilfældigt, at navnene på byerne og efternavnet minder om hinanden.

## Historie
Karkov-familiens medlemmer stammer fra en bondeslægt er fulgt tilbage fra midten af 1600-tallet. Karkov begyndte således som et gårdnavn fra området ved Ribe og er sidenhen blevet til et efternavn .
Med stor sandsyndlighed er navnet en sammentrækning af Kark eller Karker, gamle danske drengenavne, og hoved, en fremadspringende forhøjning i landskabet, der strækker sig ud over noget lavere liggende. 
Ca. 200 personer i Danmark bærer navnet Karkov 
Karkov lægger desuden navn til et Vodkabrand, som kun kan købes i visse stater i USA  Arkiveret 3. december 2013 hos  Wayback Machine. Denne vodka er meget billig og bliver i høj grad solgt til studerende og andre fattige personer.

## Kendte danskere med efternavnet Karkov
- Simon Karkov, fodboldspiller.